# Bazrangui
Bazrangui (em persa médio: Bāzrangī), também chamados bazrânguidas ou badrânguidas, foi uma dinastia de pequenos governantes no sudoeste do Irã, perto do final do Império Arsácida.

## Família de Sasano
Segundo Tabari, o senhor Sasano que é nomeado como o ancestral epônimo dos sassânidas desposou uma mulher da família chamada "Bazrangui". A mulher se chamava Rambaiste, que "possuía beleza e perfeição", e o casal gerou um filho chamado Pabeco. No relato de Tabari, Artaxer I, o fundador do Império Sassânida, foi enviado por motivos educacionais, a pedido de seu pai Pabeco, a Tiri, eunuco de Gochir, rei de Estacar. Mais tarde, Artaxer sucedeu Tiri que era o oficial chefe (ou seja, argapetes) de Darabeguerde. Conseguiu fazer várias conquistas na região e depois escreveu a seu pai para se revoltar contra Gochir. Pabeco fez isso e matou Gochir e assumiu seu trono. Esta é a última vez que Tabari menciona Gochir ou sua família e outras menções aos Bazranguis em fontes posteriores são todos retirados de Tabari. Não foram encontradas moedas com o nome Gochir ou Bazrangui. S. Wikander sugeriu que Bazrangue não é um nome, mas sim um título com a etimologia de "segurando uma maça", ou "possuindo poder milagroso". Esta sugestão não foi comprovada por R. N. Frye.

## Uso geográfico
A palavra "Bazrangue" tem sido usada em outras fontes históricas, como Alistacri, para se referir a um distrito geográfico na área montanhosa de Boir Amadi, onde os rios Xirim e Xadecã têm sua origem. R. Frye indica que este distrito poderia ser aquele no texto pálavi Xusraw ud rēdag de onde veio excelente vinho ou mosto. Hoje, no entanto, existem as aldeias Bazrangue Superior e Bazrangue Inferior no distrito de Bebaã da província de Cuzestão. Há também uma menção em contos populares do Irã que a palavra bazrangui significa pessoa selvagem. A conexão do nome geográfico e outras ocorrências da palavra é incerta.